# Endopachys bulbosa
Endopachys bulbosa är en korallart som beskrevs av Stephen D. Cairns och Zibrowius 1997. Endopachys bulbosa ingår i släktet Endopachys och familjen Dendrophylliidae. Inga underarter finns listade i Catalogue of Life.